# Sándor Kőrösi Csoma

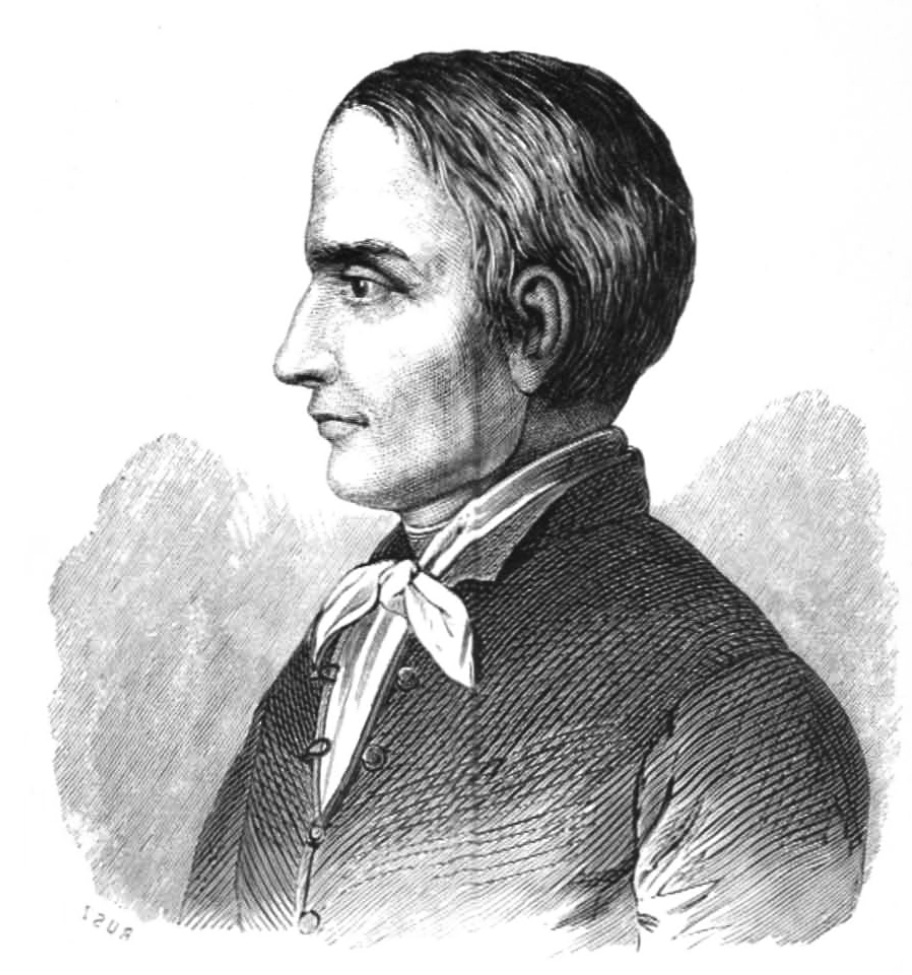
Sándor Kőrösi Csoma.

Sándor Kőrösi Csoma (Covasna, Transilvania, 27 de marzo de 1784 - Darjeeling, India, 11 de abril de 1842), fue un polímata: políglota, lingüista, teólogo y explorador húngaro, considerado el fundador de la tibetología. Dedicó la mayor parte de su vida a la investigación de los orígenes del pueblo húngaro.

## Biografía
Csoma, un sículo de Transilvania, (székely en húngaro), estudió teología y filología entre 1812 y 1815 en Nagyenyed, y entre 1816 y 1818 en Gotinga, bajo la dirección de Johann Gottfried Eichhorn, estudió lenguas orientales. Allí entró en contacto con Johann Friedrich Blumenbach; éste sostenía la tesis de que los magiares eran descendientes de los uigures. Debido a esta idea, Csoma viajó a Asia, procurando averiguar el origen de los húngaros.
Csoma hablaba fluidamente el idioma armenio; en 1821 se unió a una caravana, vestido de armenio, y viajó desde Jorasán atravesando Bagdad, Teherán, Bujará y Lahore hasta llegar a Leh, capital de Ladakh.
En 1823 ingresa como alumno en un monasterio budista en Zanskar, en el Hindu Kush junto al río Sutlej, y se dedicó al aprendizaje del idioma tibetano y de los fundamentos del budismo. Entre 1827 y 1834 estuvo viviendo con un estipendio del gobierno británico en Ladakh.
Como fruto de sus estudios, publica la primera gramática científica del idioma tibetano, A grammar of the Tibetan language (Calculta, 1834) y el primer diccionario tibetano: Essay towards a dictionary Tibetan and English (Calcuta, 1835).
Con estas obras, además de su Analysis of the Kandjur (acerca de las enseñanzas del budismo, Calcuta, 1835) y sus escritos complementarios, Csoma se considera el fundador de la tibetología en Europa. 
Las investigaciones de Csoma llegaron a los oídos del dalái lama; con tal motivo, fue el primer europeo invitado a la capital, Lhasa. Pero Csoma fallece antes de poder realizar su viaje, en Darjeeling, a los pies del Himalaya.

## Obras
- A grammar of the Tibetan language (Calcuta 1834)
- Essay towards a dictionary Tibetan and English (Calcuta 1835)
- Analysis of the Kandjur (über die Grundlehren des Buddhismus, Calcuta 1835)